# Team Gourmetfein Simplon/Saison 2013
Dieser Artikel listet Erfolge und Fahrer des Radsportteams Gourmetfein Simplon in der Saison 2013 auf.

## Erfolge in der Europe Tour
| Datum              | Rennen                                              | Kat. | Fahrer            |
| ------------------ | --------------------------------------------------- | ---- | ----------------- |
| 17. März           | 3. Etappe Istrian Spring Trophy                     | 2.2  | Matej Marin       |
| 6. April           | 2. Etappe Circuit des Ardennes                      | 2.2  | Riccardo Zoidl    |
| 5.–7. April        | Gesamtwertung Circuit des Ardennes                  | 2.2  | Riccardo Zoidl    |
| 26. April          | 2. Etappe Tour de Bretagne                          | 2.2  | Riccardo Zoidl    |
| 25. April – 1. Mai | Gesamtwertung Tour de Bretagne                      | 2.2  | Riccardo Zoidl    |
| 9. Juni            | Raiffeisen Grand Prix                               | 1.2  | Riccardo Zoidl    |
| 15. Juni           | 2. Etappe Oberösterreichrundfahrt                   | 2.2  | Riccardo Zoidl    |
| 16. Juni           | 3. Etappe Oberösterreichrundfahrt                   | 2.2  | Riccardo Zoidl    |
| 14.–16. Juni       | Gesamtwertung Oberösterreichrundfahrt               | 2.2  | Riccardo Zoidl    |
| 22. Juni           | Kroatische Meisterschaft – Einzelzeitfahren         | CN   | Matija Kvasina    |
| 23. Juni           | Österreichische Meisterschaft – Straßenrennen       | CN   | Riccardo Zoidl    |
| 23. Juni           | Österreichische Meisterschaft – Straßenrennen (U23) | CN   | Lukas Pöstlberger |
| 30. Juni – 7. Juli | Gesamtwertung Österreich-Rundfahrt                  | 2.HC | Riccardo Zoidl    |
| 13. Juli           | 2. Etappe Sibiu Cycling Tour                        | 2.1  | Markus Eibegger   |
| 27. Juli           | Grand Prix Kranj                                    | 1.2  | Lukas Pöstlberger |
| 1. September       | Croatia-Slovenia                                    | 1.2  | Riccardo Zoidl    |
| 7. September       | 3. Etappe Okolo Jižních Čech                        | 2.2  | Matija Kvasina    |

## Zugänge – Abgänge
| Zugänge               | Team 2012           | Abgänge                    | Team 2013           |
| --------------------- | ------------------- | -------------------------- | ------------------- |
| Matija Kvasina        | Tusnad Cycling Team | Matthias Riebenbauer       | RSC Amplatz         |
| Daniel Lehner         | Neoprofi            | Lukas Stoiber              | RSC Amplatz         |
| Dennis Paulus         | Neoprofi            | Andreas Graf               | Team Baier Landshut |
| Sebastian Schönberger | Neoprofi            | Christoph Lindlbauer       | Karriereende        |
|                       |                     | Werner Riebenbauer         | Karriereende        |
|                       |                     | Stefan Rucker (bis 31.07.) | Karriereende        |

## Mannschaft

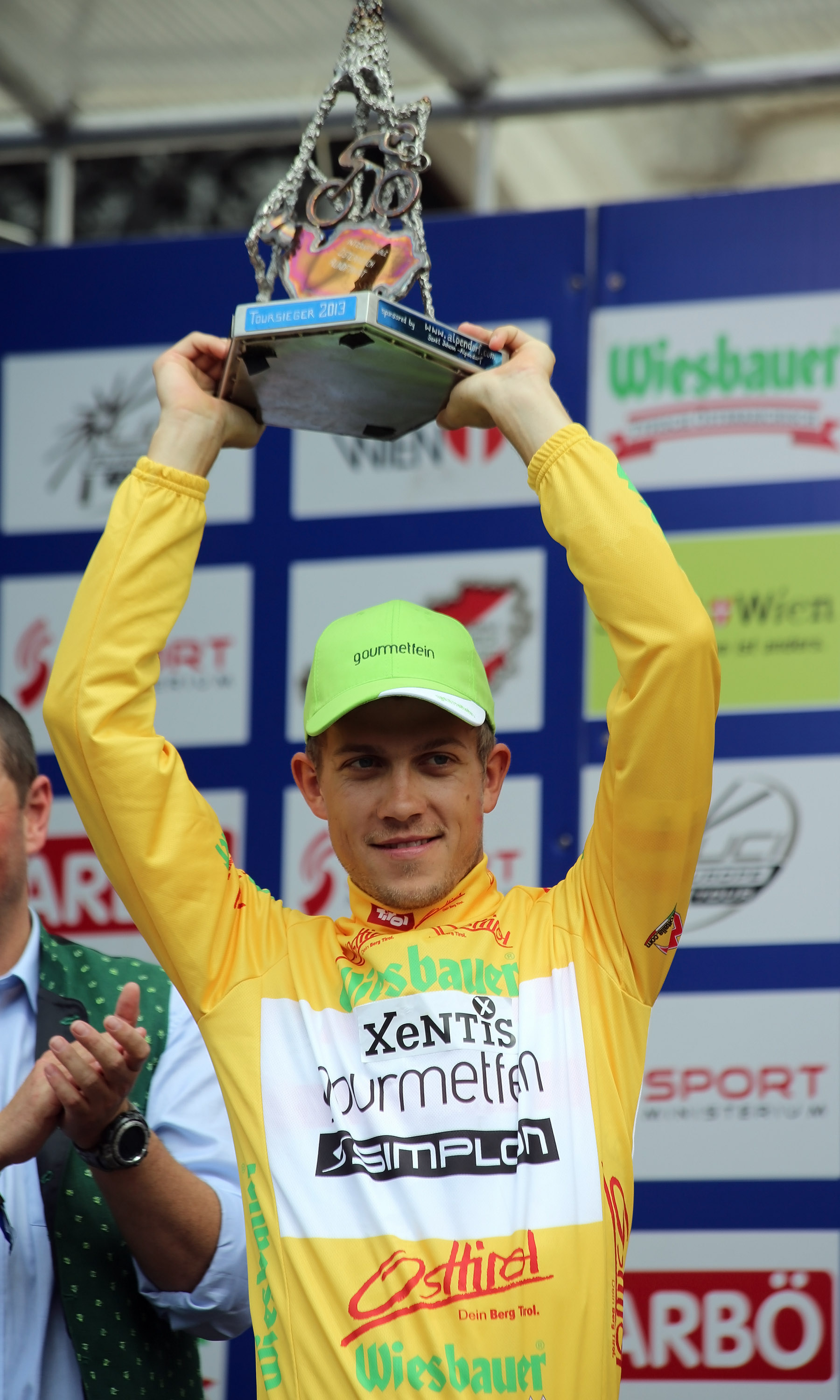
Riccardo Zoidl, Gesamtsieger der Österreich-Rundfahrt 2013

| Name                  | Geburtstag         | Nationalität |
| --------------------- | ------------------ | ------------ |
| Markus Eibegger       | 16. Oktober 1984   | Österreich   |
| Felix Großschartner   | 23. Dezember 1993  | Österreich   |
| Paul Illenberger      | 28. Dezember 1991  | Österreich   |
| Matija Kvasina        | 4. Dezember 1981   | Kroatien     |
| Daniel Lehner         | 14. April 1994     | Österreich   |
| Matej Marin           | 2. Juli 1980       | Slowenien    |
| Daniel Paulus         | 10. März 1993      | Österreich   |
| Dennis Paulus         | 22. September 1994 | Österreich   |
| Lukas Pöstlberger     | 10. Januar 1992    | Österreich   |
| Stephan Rabitsch      | 28. Juni 1991      | Österreich   |
| Sebastian Schönberger | 14. Mai 1994       | Österreich   |
| Jan Sokol             | 26. September 1990 | Österreich   |
| Riccardo Zoidl        | 8. April 1988      | Österreich   |